# Xuan Thanh de Saïgon
Maillots
Le Xi măng Xuân Thành Sài Gòn Football Club (vietnamien : Câu lạc bộ bóng đá Xi măng Xuân Thành Sài Gòn) est un club professionnel vietnamien de football basé à Hô Chi Minh-Ville. Il évolue dans le Championnat du Viêt Nam de football.

## Palmarès
- Championnat du Viêt Nam :
  - Champion (1) : 2011

- Coupe du Viêt Nam :
  - Vainqueur (1) : 2012

## Liste des entraîneurs
De (2010) à aujourd'hui
| Nom           | Nat.                                            | Période      |
| ------------- | ----------------------------------------------- | ------------ |
| Lư Đình Tuấn  | Drapeau de la République socialiste du Viêt Nam | 2010-2012    |
| Trần Tiến Đại | Drapeau de la République socialiste du Viêt Nam | 2012         |
| Lư Đình Tuấn  | Drapeau de la République socialiste du Viêt Nam | 2012-présent |